# Ángel Viloria y su conjunto típico cibaeño
Ángel Viloria y su conjunto típico cibaeño fue un conjunto de merengue que se destacó en la comunidad hispana de Nueva York a comienzos de la década de 1950. Fue la primera banda en disfrutar de un relativo éxito en la difusión del merengue fuera de la República Dominicana. 
El grupo estuvo compuesto por Ángel Viloria en el acordeón y líder de la banda (como suele acontecer en los conjuntos típicos de merengue), Ramón E. García en saxofón alto, Luis Quintero en la tambora y Dioris Valladares como vocalista y güirero. Entre 1950 y 1952, grabaron gran cantidad de canciones bajo el sello de música latina con base en Nueva York Ansonia Records, propiedad de Rafael Pérez. El grupo se disolvió en 1953 y más adelante, Viloria, Quintero y Valladares formaron diferentes grupos.

## Merengue: conjunto vs. orquesta
El grupo de Viloria se presentó como la auténtica expresión del conjunto típico del Cibao, nombre con que se conoce en la República Dominicana a la región donde el merengue "típico" tuvo su origen. Esta forma de merengue se caracterizó por presentar un tiempo un poco más rápido, manteniendo la preponderancia del acordeón en oposición a las versiones de merengue de Luis Alberti, permeadas por influencias jazzísticas. Alberti adaptó el merengue al gusto urbano del Santo Domingo de los años cuarenta. Aunque el estilo de Ángel Viloria reflejaba ciertas influencias de Alberti, el acordeón estuvo siempre en primer plano, con su carácter «típico».

## Discografía
- ALP 1206 "Merengues Vol.1" - Ansonia Records-
- Merengues Vol. 2 - Ansonia Records- (1958)
- Últimas Grabaciones (1969)
- Éxitos (1995)